# Berrós Jussà
Berrós Jussà is een klein dorp in de Spaanse Pyreneeën. Het ligt in het uiterste noordwesten van Catalonië, in de provincie Lleida en de comarca Pallars Sobirà.
Het dorpje had aan het eind van de 20e eeuw 17 inwoners. Aan jaren van gestage bevolkingsdaling is inmiddels een eind gekomen. Onder invloed van het opkomende toerisme neemt de bevolking na 2000 weer toe.
Van invloed is ook de politiek van de Catalaanse overheid om het platteland niet helemaal leeg te laten lopen.
Berrós Jussà ligt op een hoogte van ongeveer 1100 meter, in de buurt van het wintersportdorp Espot en het Nationaal park Aigüestortes i Estany de Sant Maurici.
Op twee kilometer van Berrós Jussà ligt het hoger gelegen Berrós Sobirà dat onbewoond is.